# Hüttau
Hüttau är en ort och kommun i Österrike. Den ligger i distriktet Sankt Johann im Pongau i förbundslandet Salzburg, 250 km väster om huvudstaden Wien. 
Kommunen består av fem orter (Ortschaften) (inom parentes invånarantal 1 januari 2024):
- Bairau (158)
- Hüttau (414)
- Iglsbach (84)
- Sonnberg (704)
- Sonnhalb (126)